# Fallout (herní série)
Fallout (česky „radioaktivní spad“, nepřekládá se) je série 3D (dříve 2D) počítačových her původně vytvořená americkou společností Interplay pro platformy Microsoft Windows a Mac OS. První díl byl typickým zástupcem izometrických RPG v době největšího rozmachu tohoto žánru. Jeho úspěch spustil vlnu pokračování, opakovaně vracejících hráče do světa zuboženého jaderným konfliktem.
Série si zejména pro svou komplexnost, jedinečnou mytologii a unikátní herní systém získala mnoho fanoušků na celém světě (velká a stále činná komunita je zejména v Polsku a zemích bývalého SSSR) a je herní komunitou považována za jednu z nejzásadnějších herních RPG sérií, ačkoliv se většina kritiků nedokáže shodnout, který z dílů má na tom větší podíl. V dubnu 2024 měla premiéru první série seriálu Fallout, seriál je pro hry kanonický a odehrává se nejdále na časové ose.

## Hry série
- Fallout (1997, odehrává se 2161)
- Fallout 2 (1998, odehrává se 2241)
- Fallout 3 (2008, odehrává se 2277)
  - Operation: Anchorage (2009)
  - The Pitt (2009)
  - Broken Steel (2009)
  - Point Lookout (2009)
  - Mothership Zeta (2009)
- Fallout 4 (2015, odehrává se 2287)
  - Automatron (2016)
  - Wasteland Workshop (2016)
  - Far Harbor (2016)
  - Contraptions Workshop (2016)
  - Vault-Tec Workshop (2016)
  - Nuka-World (2016)

## Spin-offy
- Fallout Tactics: Brotherhood of Steel (2001, odehrává se 2197)
- Fallout: Brotherhood of Steel (2004, odehrává se 2208)
- Fallout: New Vegas (2010, odehrává se 2281)
  - Dead Money (2010)
  - Honest Hearts (2011)
  - Old World Blues (2011)
  - Lonesome Road (2011)
  - Gun Runners' Arsenal (2011)
  - Courier's Stash (2011)
- Fallout Shelter (2015, odehrává se 2286)
- Fallout 76 (2018, odehrává se 2102)

## Herní svět
Série her se odehrává v alternativním světě USA po jaderné válce, kdy po vyčerpáním ropy vznikla celosvětová energetická krize. USA se stávají stále více autoritářskými a agresivnějšími ve své zahraniční politice a roku 2051 podniknou invazi do Mexika, aby uchránily své ropné a obchodní zájmy.
Roku 2052 propukne tzv. „Válka o zdroje“, Evropské společenství zahajuje válku proti zemím Středního východu a OSN je rozpuštěno. USA odmítá dodávat ropu do komunistických zemí a Čína roku 2066 podniká invazi do Aljašky. USA roku 2076 anektuje Kanadu a nějaký čas bojuje s kanadskými rebely. Následující rok je Čína z Aljašky vytlačena. Napětí mezi USA a Čínou nakonec vyvrcholilo ráno 23. října 2077 tzv. „Velkou válkou“, dvouhodinovou jadernou válkou v apokalyptickém měřítku, která následně vytvořila postapokalyptické USA.
Aby se lidé uchránili před dopadem nukleárních zbraní, schovali se ti bohatší v podzemních krytech, tzv. Vaultech. Na povrchu se poté vyskytují přeživší lidé a tzv. Ghúlové (zmutovaní jedinci), kteří žijí v naprosté anarchii. První dva díly se odehrávají na Západní pobřeží, třetí díl okolo Washingtonu, D.C. a čtvrtý díl okolo Bostonu.
Nosnou myšlenkou autorů bylo poukázat na zbytečnost války a situovat chmurnou budoucnost tak, jak si ji představovali jadernou hrozbou denně stresovaní Američané během Studené války, což se projevuje hlavně v použité grafice a množství pop-kulturních odkazů. Činí tak s „hořkosladkým“ humorem, podobně jako například film Doktor Divnoláska. Radiace, mutace, doktrína MAD apod. je nosným tématem. Ve hrách lze také objevit řadu dalších typických motivů USA 50. let jako bezuzdné plýtvání energií nebo rozmach pornoprůmyslu (většinou v ironickém podání).

## Herní systém
Hra nabídla obrovskou, do té doby nevídanou, volnost, komplexnost, znovuhratelnost a dynamiku herního světa. Existuje mnoho způsobů, jak vyřešit jednotlivé úkoly, kdy si každé řešení s sebou nese určité konsekvence (kladná postava bude mít vysokou karmu, což ale nezaručuje automaticky dobrou reputaci v konkrétním městě, frakci či gangu). Herní světy jsou značně rozsáhlé a hráčova postava se vyvíjí ve stylu her na hrdiny (hra využívá oceňovaný systém vývoje SPECIAL, původně též zvaný ACELIPS, se 7 základními atributy, cca 20 dalšími dovednostmi, charakterovými a speciálními rysy – tzv. Perky).

## Česká lokalizace
První a druhý díl dostal český překlad od redakce časopisu Level. Spolu s těmito překlady byly oba díly přiloženy jako plné hry k CD časopisu Level, což do značné míry odstartovalo velkou popularitu série v České republice a na Slovensku. Nejednalo se o překlad bezchybný, ovšem tím, že vznikal v pionýrských časech české videoherní scény a nebyl usměrňován vnějšími vlivy (distributor, vydavatel), se těšil oblibě pro svou vzletnost či černý humor (pro celou sérii velmi typický).
Fallout 3 dostal oficiální lokalizaci od společnosti Cenega, která ji v ČR distribuovala. Kritizováno bylo, že překladatelé vzhledem k oficiálnímu charakteru nemohli tak široce upustit uzdu fantazii jako jejich amatérští kolegové v případě prvních dvou dílů. Pro Fallout 4 vznikla znovu jen fanouškovská čeština, práce na ní trvala přes dva roky.

## Fallout
Fallout 1 uvádí dobový černobílý film, v němž se hráč dozví, že svět prošel jadernou válkou vyvolanou chamtivostí a nedostatkem nerostných surovin. Dle filmu byla stejně zbytečná, jako mnohé před ní.
Pro sérii se stalo ikonickým prohlášení z tohoto videa: „Válka. Válka je vždycky stejná.“ (V anglickém orig. „War. War never changes.“)
Aby se lidé uchránili před dopadem nukleárních zbraní, schovali se v podzemních krytech, tzv. Vaultech. Místo zbylo samozřejmě pouze pro některé, a proto byla drtivá většina lidí vystavena nemilosrdným podmínkám po výbuchu atomových bomb.
Příběh začíná v roce 2157 a hráč je jedním z obyvatel Vaultu 13. Nikdo nic netuší o vnějším světě, neboť současná generace se narodila ve Vaultu a s vnějším světem nemá žádný kontakt. Zápletka hry nastává, když se porouchá čip na čištění vody. Bez tohoto vodního čipu není Vault schopen existovat déle než 150 dní. Jako jeden z obyvatel Vaultu je hráč zvolen k nalezení čipu. Vybaven tím nejnutnějším jej správce Vaultu propustí hermeticky uzavřeným vchodem, a v tomto okamžiku začíná hra.
Jakmile hráč čip nalezne a dopraví zpět do Vaultu, dostanete od správce okamžitě druhý úkol. Během svého putování se totiž hráč potkal se Supermutanty, tvory, které vytvořil jistý Vůdce, snažící se o nastolení řádu tím, že pomocí takzvaného F.E.V. (Forced Evolutionary Virus – produkt předválečného výzkumu s cílem vytvořit dokonalého vojáka budoucnosti) spojí všechny bytosti do jedné kolektivní Jednoty. Hráčovy další kroky tedy povedou k eliminaci Vůdce a zničení jeho nádrží s F.E.V.
Přes popsané hrdinské činy správce Vaultu 13 vyhostí hráčovu postavu do pustiny a návrat domů mu neumožní. Obává se totiž, že jeho úspěšné tažení okolním světem inspiruje obyvatele Vaultu k jeho opuštění a vybudování si nového svobodného domova venku. Hra končí tím, že hráčova postava odchází na sever do pustiny.
Vývojářské hledisko: Fallout 1 vytvářela relativně uzavřená (z dnešního hlediska malá) skupina nadšenců kolem již tehdy zkušeného vývojáře Tima Caina. Na rozdíl od dalších dílů od hry nikdo nic nečekal, což vedlo k poměrně klidnému vývoji a k velké kreativní svobodě. Přes částečné přesvědčení, že vývoj probíhal ve "100% svobodě", museli autoři podle svých slov proti své vůli změnit některé z herních konců na méně pesimistické.
Hra vyšla na MS-DOS, Windows a Mac OS. Roku 2022 vyšel zdarma fanouškovský port Falloutu 1 a 2 na mobilní systém Android, je k němu potřeba vlastnit soubory Windows verze.

## Fallout 2

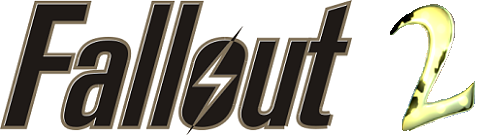
Fallout 2 logo

Další díl navazuje na Fallout 1. Hráč začíná jako člen primitivní a uvadající vesnice Arroyo asi 80 let po skončení prvního dílu. Vše napovídá tomu, že jeho vesnici založil hrdina z prvního dílu, známý jako Zakladatel, který se stal pro vesnici legendou. Arroyo má ovšem velké problémy s neúrodou a suchem a začíná umírat. Jedinou nadějí je získat Garden of Eden Creation Kit (G.E.C.K.), značně legendarizovaný kus předválečné technologie, který dokáže vrátit do pustiny život.
Hráč si může během hry vybrat z téměř dvou desítek spolubojovníků, které v průběhu hry potká, vylepšen je systém boje a komunikace se spolubojovníky. Ve hře je i auto, retro-futuristická helikoptéra vertibird, ropná plošina a tanker, jaderný reaktor, mnohem více zbraní a brnění. Hra končí dalším jaderným výbuchem, tentokrát zničíte Enklávu v čele s prezidentem a jeho monstrózním bodyguardem Frankem Horriganem, původní vládní organizaci, která chce upraveným virem z prvního dílu zničit všechny "podlidi" na pevnině, zasažené mutací a dalšími postnukleárními fenomény. Plnohodnotně lze hrát také za zápornou postavu, k čemuž máte určené některé speciální mise a postupy ve hře. Kontroverzním rozhodnutím se hráč nicméně nevyhne při hře za žádnou postavu a obyvatelé jednotlivých lokací na tyto vaše činy dynamicky reagují (zvláště ve městech jako New Reno s propracovanými skripty).
Oproti prvnímu dílu Fallout 2 značně rozšiřuje svět a mytologii univerza a je celkově mnohem propracovanější než první díl. Na druhou stranu je mu vyčítán jistý úpadek drsné a satirické atmosféry a příliš velké množství vtípků a pop-kulturních odkazů (což zpětně uznali i někteří autoři). Rozporuplná je rovněž přítomnost fantasy elementů, jako jsou "pod vlivem mutace" mluvící zvířata nebo dokonce rostliny. Některé opravdu propracované lokality Fallout 2 (Vault City, New Reno) se nicméně postupně staly jakousi výkladní skříní RPG. Druhý díl je také považován za mnohem více znovuhratelný.
Fallout 2 je přibližně 4× rozsáhlejší než první díl, graficky kromě mnoha přibyvších objektů úplně stejný a používá také stejný engine. Hra vyšla na Windows a Mac OS. Stejně jako pro předchozí díl, i pro tento vznikl fanouškovský port na systém Android.

## Fallout 3

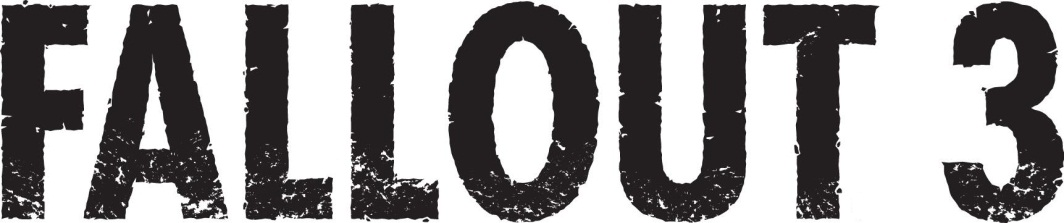
Fallout 3 logo

Fallout 3 je pokračování úspěšné RPG série Fallout. Nejprve byl vyvíjen společností Black Isle Studios, která byla autorem i předchozích dvou dílů, pod kódovým označením Van Buren, ovšem vlastníkem této společnosti byla společnost Interplay Entertainment, která zbankrotovala a práva na hru prodala společnosti Bethesda Softworks, jež stojí například za velmi úspěšnou sérií Elder Scrolls. Tato společnost začala na Falloutu 3 pracovat v červenci 2004, hlavní vývoj byl ale pozastaven do doby, než byla vydána hra The Elder Scrolls IV: Oblivion, na jehož enginu Fallout 3 funguje.
Hra se odehrává v roce 2277, 200 let po velké válce, 116 let po Falloutu a 32 let po Falloutu 2 na východním pobřeží USA, především v centru Washingtonu DC, který zabírá čtvrtinu mapy. Žádné vozidlo ve hře není řiditelné, pro rychlejší cestování po mapě lze použít torzo washingtonského metra. Je použit pohled z první i ze třetí osoby. Příběh nenavazuje na události z Falloutu Tactics. Ve hře se opět objeví Supermutanti i Bratrstvo oceli. Hra zahrnuje single player. Multiplayer umožnily hráčské modifikace.
Na začátku hry se hráč ocitne ve Vaultu 101, v němž prožil dětství. Úkolem této části hry je hráče nenásilně seznámit s ovládáním a herními principy Falloutu. Když je ústřední postavě 19 let, zmizí z Vaultu její otec, a protože už v něm nikoho jiného nemá (matka zemřela), vydává se svého otce hledat. O hledání ztraceného otce se také opírá hlavní dějová linie.
Hra vyšla na Windows, PlayStation 3 a Xbox 360.

### Rozšíření Falloutu 3
První z nich, jenž vyšel 27. ledna 2009, nese název Operation: Anchorage, kde se hráč přidá k vojákům a zúčastní se jedné z největších bitev v historii, osvobození Anchorage na Aljašce, jež je obsazena Čínou.
Druhý přídavek s názvem The Pitt jej zavede do zamořeného města The Pitt, které se nachází v ruinách Pittsburghu. Hlavním úkolem je pomoci zdejším otrokům ke svobodě a zároveň pomoci s nalezením léku na mutace, které sužují zdejší populaci.
Jako třetí byla vydána epizoda Broken Steel, kde se hráč stává členem Bratrstva Oceli a společně se snaží eliminovat zbytky Enklávy z pustin. Dalším přínosem tohoto přídavku je zvýšení maximální úrovně postavy na 30 a přidání nových perků.
Čtvrtý přídavek je pojmenován Point Lookout a zavede hráče do bažinaté oblasti poblíž Washingtonu, kde před válkou býval zábavní park. Děj se odehrává na samostatné mapě o rozloze jedné pětiny mapy původního Falloutu 3. Přídavek přináší nové nepřátele (zmutované obyvatele bažin), nové zbraně (mikrovlnný emitor) a úkoly.
Posledním oficiálním přídavkem je Mothership Zeta. Tento přídavek se odehrává na palubě mimozemské vesmírné lodi, kam je hráč unesen, a musí najít cestu ke svobodě. Hráč se zde setkává s novými postavami a mimozemskými technologiemi.

## Fallout 4

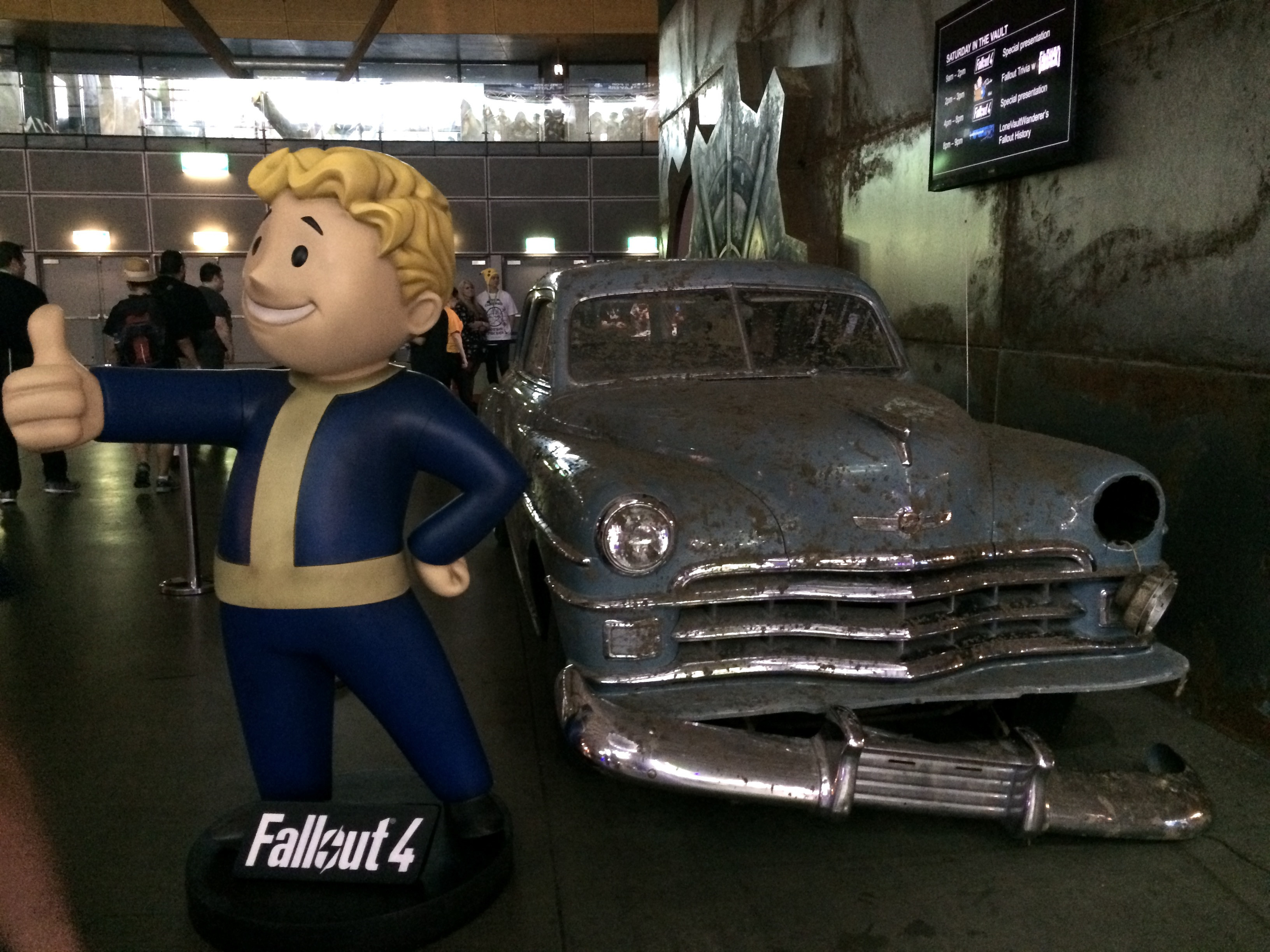
Stánek Fallout 4 na EB Games Expo 2015

Fallout 4 je postapokalyptická sci-fi hra na hrdiny s otevřeným světem vyvinutá společností Bethesda Game Studios a distribuovaná Bethesda Softworks LLC. Jedná se o pátou hru v hlavní řadě série Fallout. 
Fallout 4 se odehrává v postapokalyptickém Bostonu a okolí zvaném Commonwealth v roce 2287, 10 let po událostech Falloutu 3 a 210 let po The Great War – velké válce, která způsobila katastrofickou nukleární devastaci napříč územím celých Spojených států amerických. Hráč převezme ovládání postavy zmíněné jako „Sole Survivor“ (jediný přeživší), která se probudila z kryogenního spánku v podzemním atomovém krytu Vault 111. Na začátku hry si hráč může zvolit, zda bude ovládat ženu, či muže. Poté, co je svědkem vraždy svého manžela/manželky a únosu syna, vydává se ho Sole Survivor do Commonwealthu zachránit a zároveň se pomstít.
Hra vyšla roku 2015 pro Windows, PlayStation 4 a Xbox One.

## Fallout 76
Fallout 76 vyšla 14. listopadu 2018. Fallout 76 je on-line multiplayer hra, která je založena na komunikaci a kooperaci hráčů mezi sebou. Oblast tohoto dílu je ve východní Virginii. Dnes hra obsahuje 2 herní možnosti: adventure a nuclear winter (battle royale).
Dříve také survival, server založený hlavně na PvP (Player vs Player) - zrušeno 1.10.2019
23. 10. 2019 byla přidána možnost předplatit si Fallout 1st, který platícím hráčům umožňuje lepší zážitek ze hry.
14. 4. 2020 bylo vydáno DLC Wastelanders, které do hry přineslo NPC, nové zbraně a vybavení a také nové herní mechaniky.

## Hodnocení PC verze
| Díl              | Metacritic |
| ---------------- | ---------- |
| Fallout (1997)   | 89 %       |
| Fallout 2 (1998) | 86 %       |
| Fallout 3 (2008) | 91 %       |
| Fallout 4 (2015) | 84 %       |